# Cimorelli
Cimorelli er en sanggruppe, kendt fra YouTube. Cimorelli består af seks amerikanske søskende af italiensk oprindelse, Christina, Katherine, Lisa, Amy, Lauren, og Danielle. De er oprindeligt en a cappella-gruppe, men er i dag rykket et skridt mod pop.

## Karriere
Gruppen blev etableret i 2007 af storebror Michael, Christina, Kathrine, Lisa, Amy og Lauren, og i 2010 blev den yngste søster Dani (Danielle) en del af gruppen. Pigerne flyttede med deres brødre og forældre til det sydlige Californien, så pigerne kunne forfølge deres musikalske drømme og skabe en musikkarriere
I 2008 blev deres første EP "Cimorelli" skabt, men blev ikke udgivet officielt.. I 2009 blev de opdaget af manager Sarah Stennett, som tidligere var manager for girl-bandet. Efter at have skrevet kontrakt med Universal Records i 2011 udkom deres første officielle EP ved navnet "The CimFam EP" 
De tre EP'er "Believe It", "Made in America" og "Renegade" kom i henholdsvis 2012, 2013 og 2014. Ud over EP'erne har de udgivet enkelte singler.
Bandet har spillet flere steder, og i sommeren 2013 turnerede de for første gang i USA. I foråret 2015 tunerede de i Europa og holdt koncerter i både Portugal, Spanien, Tyskland og England. I juni 2015 var de på turne ved østkysten af USA.
I 2014 havde Cimorelli, i samarbejde med Awesomeness TV, deres debut som skuespillere i serien "Summer with Cimorelli". De har medvirket i musicals i deres hjemby, El Dorado Hills, CA.
I foråret 2015 udgav de et mixtape "Hearts on Fire", som indeholdt ni nye sange.
I foråret 2015 flyttede til Nashville i Tennessee.

## Medlemmer
- Christina Lynne Cimorelli, født 12. august 1990 (34 år)
- Katherine Ann Cimorelli, født 4. marts 1992 (33 år)
- Lisa Michelle Cimorelli, født 19. september 1993 (31 år)
- Amy Elizabeth Cimorelli, født 1. juli 1995 (29 år)
- Lauren Christine Cimorelli, født 12. august 1998 (26 år)
- Danielle Nicole "Dani" Cimorelli, født 15. juni 2000 (24 år)